# We the Best
We the Best é o segundo álbum de estúdio do rapper e DJ de Miami membro da Terror Squad DJ Khaled, lançado dia 12 de Junho de 2007. Tem participações de: Fat Joe, Rick Ross, Lil Wayne, Birdman, T.I., Akon, Bone Thugs-n-Harmony, T-Pain, Dre, The Game, Trick Daddy, Young Jeezy, Plies, Juelz Santana, Jim Jones, Cassidy, Jadakiss, Ja Rule, Styles P, Trina e Paul Wall.
Lamentavelmente no dia 5 de Junho vazou na internet fazendo as vendas caírem muito, estreou na primeira semana do Billboard 200 em 8º lugar vendendo 79,000, hoje as vendas passam de 251,700.

## Track list
| #  | Título                               | Artista(s)                                                           | Produtor(s)   | Tempo |
| -- | ------------------------------------ | -------------------------------------------------------------------- | ------------- | ----- |
| 1  | "Intro (We the Best)"                | Rick Ross                                                            | DJ Khaled     | 1:57  |
| 2  | "The Movement (skit)"                | K.Foxx                                                               | –             | 0:22  |
| 3  | "We Takin' Over"                     | Akon, T.I., Rick Ross, Fat Joe, EX Thugz-2-Life, Birdman & Lil Wayne | Danja         | 4:23  |
| 4  | "Brown Paper Bag"                    | Dre, Young Jeezy, Juelz Santana, Rick Ross, Lil' Wayne & Fat Joe     | Cool & Dre    | 4:57  |
| 5  | "I'm So Hood"                        | T-Pain, Trick Daddy, Rick Ross & Plies                               | The Runners   | 4:15  |
| 6  | "Before the Solution"                | Beanie Sigel & Pooh Bear                                             | DJ Khaled     | 4:29  |
| 7  | "I'm From the Ghetto"                | Dre, The Game, Jadakiss & Trick Daddy                                | Cool & Dre    | 5:06  |
| 8  | "Hit 'Em Up"                         | Bun B & Paul Wall                                                    | The Runners   | 3:20  |
| 9  | "'S' on My Chest"                    | Lil Wayne & Birdman                                                  | Kane Beatz    | 4:10  |
| 10 | "Bitch I'm From Dade County"         | Trick Daddy, Trina, Rick Ross, Bri$co, Flo Rida, C-Ride & Dre        | Diaz Brothers | 5:46  |
| 11 | "The Originators"                    | Bone Thugs-n-Harmony & EX Thugz-2-Life                               | Cool & Dre    | 6:18  |
| 12 | "New York Pt 2"                      | Jadakiss, Fat Joe & Ja Rule                                          | Cool & Dre    | 5:54  |
| 13 | "The Streets" (Best Buy bonus track) | Shareefa & Willy Northpole                                           | The Runners   | 3:46  |
| 14 | "No Hook" (Best Buy bonus track)     | Jim Jones, Styles P, Cassidy & Rob Cash                              | Steve Morales | 3:55  |
| 15 | "Choppers" (Best Buy bonus track)    | Dre, Joe Hound & C-Ride                                              | Cool & Dre    | 4:47  |

## Singles
- 1ª - We Takin' Over
- 2ª - I'm So Hood
- 3ª - Brown Paper Bag